# Jermaine Jenas
Jermaine Anthony Jenas (Nottingham, 18 februari 1983) is een Engels voormalig betaald voetballer die bij voorkeur op het middenveld speelde. Hij speelde van 2001 tot en met 2014 voor Nottingham Forest, Newcastle United, Tottenham Hotspur, Aston Villa en Queens Park Rangers. Jenas debuteerde op 12 februari 2003 in het Engels voetbalelftal, tegen Australië. Hij speelde uiteindelijk 21 interlands en scoorde daarin één keer, tijdens een oefeninterland tegen Zwitserland. Bondscoach Sven-Göran Eriksson nam hem mee naar het WK 2006, maar daarop kwam hij niet in actie.
Na zijn voetbalcarrière ging hij de media-wereld in. Hij werd analist voor ITV en later voor BT Sport. Vanaf 2020 was hij een van de presentatoren van het BBC-praatprogramma The One Show, totdat hij in augustus 2024 werd ontslagen na klachten over zijn gedrag op de werkvloer.

## Clubstatistieken
| Seizoen | Club                | Competitie   | Duels | Goals |
| ------- | ------------------- | ------------ | ----- | ----- |
| 2000/01 | Nottingham Forest   | Championship | 1     | 0     |
| 2001/02 | Nottingham Forest   | Championship | 28    | 4     |
| 2001/02 | Newcastle United    | Premiership  | 12    | 0     |
| 2002/03 | Newcastle United    | Premiership  | 32    | 6     |
| 2003/04 | Newcastle United    | Premiership  | 31    | 2     |
| 2004/05 | Newcastle United    | Premiership  | 31    | 1     |
| 2005/06 | Newcastle United    | Premiership  | 4     | 0     |
| 2005/06 | Tottenham Hotspur   | Premiership  | 30    | 6     |
| 2006/07 | Tottenham Hotspur   | Premiership  | 25    | 6     |
| 2007/08 | Tottenham Hotspur   | Premiership  | 29    | 4     |
| 2008/09 | Tottenham Hotspur   | Premiership  | 32    | 4     |
| 2009/10 | Tottenham Hotspur   | Premiership  | 19    | 1     |
| 2010/11 | Tottenham Hotspur   | Premiership  | 19    | 0     |
| 2011/12 | Tottenham Hotspur   | Premiership  | 0     | 0     |
| 2011/12 | → Aston Villa       | Premiership  | 3     | 0     |
| 2012/13 | Tottenham Hotspur   | Premiership  | 1     | 0     |
| 2012/13 | → Nottingham Forest | Championship | 6     | 1     |
| 2012/13 | Queens Park Rangers | Premiership  | 12    | 2     |
| 2013/14 | Queens Park Rangers | Championship | 26    | 2     |